# Quentin Goulmy
Quentin Paul Goulmy (Fontenay-aux-Roses, 15 gennaio 1998) è un ex cestista francese.

## Palmarès
- Coppa di Francia: 1

Strasburgo: 2017-18
- Leaders Cup: 1

Strasburgo: 2019